# Saint-Préjet-d’Allier
Saint-Préjet-d’Allier település Franciaországban, Haute-Loire megyében. Lakosainak száma 167 fő (2022. január 1.). Saint-Préjet-d’Allier Thoras, Alleyras, Monistrol-d’Allier, Saugues és Esplantas-Vazeilles községekkel határos.

## Népesség
A település népessége az elmúlt években az alábbi módon változott:
| Lakosok száma | 364  | 268  | 224  | 179  | 160  | 154  | 165  | 174  | 174  | 167  |
|               | 1968 | 1982 | 1990 | 2006 | 2013 | 2015 | 2017 | 2019 | 2020 | 2022 |